# Марк Мінгель
Марк Мінгель (ісп. Marc Minguell, 14 січня 1985) — іспанський ватерполіст.
Учасник Олімпійських Ігор 2008, 2012 років.
Призер Чемпіонату світу з водних видів спорту 2007, 2009 років.